# Zsaruk
A Zsaruk (eredeti címe angolul: Cops) egy amerikai valóságshow sorozat, amit a Langley Productions készít, az amerikai FOX televíziótársaság megrendelésére. A műsorban a televíziós stábok egyenruhás és civilruhás rendőröket kísérnek el szolgálatuk közben. Ez volt az egyik leghosszabban futó televíziósorozat az USA-ban. Az első epizód 1989. március 11-én került adásba. Azóta több száz rendőrt követtek több mint 140 különböző amerikai városban, de forgattak Hongkongban, Londonban és a Szovjetunióban is. 2008. szeptemberétől már HD minőségben készül a műsor. 2010. szeptemberében indult a 23. évad, a jubileumi 800. epizóddal.
Magyarországon időről időre a TV6 műsorán volt látható néhány korai évad, később a TV2 is vetítette.

## A sorozat háttere
A sorozat készítői John Langley és Malcolm Barbour az 1980-as évek közepén vázolta fel az sorozat alapötletét a Fox csatorna vezetőjének. Szinte ezzel egyidőben, 1988-ban hirdetett sztrájkot a Forgatókönyvírók Szakszervezete is, így a Fox a forgatókönyvírókat nem igénylő Zsaruk programmal próbált enyhíteni az új műsorok iránt támadt igényén. Az első epizódot 1989 tavaszán sugározták, melyben a floridai Broward megye sheriffhivatalának rendőrei szerepeltek. A műsor hamar sikeres lett, a nézettségi csúcsot az 1992-93-as évadban érte el, amikor az egyes epizódokat átlagosan közel 14 millióan nézték.
Minden egyes epizód elkészítéséhez tíz kétfős forgatócsoport dolgozik három városban, heti negyven órát. Körülbelül 400 órányi nyersanyagból áll össze az epizódonkénti 22 perces műsor.
Több esetben is volt példa arra, hogy a televíziós stáb valamelyik tagja részvevője lett az eseményeknek.

## Formátum
Egy-egy epizód körülbelül 22 perces, és 3 önálló részre tagolódik. A műsor során nem hangzik el előre megírt szöveg, pusztán az események részvevőinek párbeszédéből ismerheti meg a néző a részleteket. A főcím végén elhangzik az alábbi szöveg: „A Zsaruk minden epizódját akció közben rögzítjük, a rendvédelmi szervek segítségével. A gyanúsított mindaddig ártatlan, amíg bűnössége be nem bizonyosodik.”.
Az első évadban a három szegmensben egy-egy rendőr, rendőri egység vagy téma került bemutatásra, néha videoklipszerűen, zenei aláfestéssel. A kezdetekben röviden látható volt egy-egy rendőr magánéletének néhány részlete, illetve a rendőrségen folyó háttérmunka is (eligazítás, vallomások rögzítése, stb).
A szerkesztők hamar változtattak az epizódok struktúráján, és az újabb évadokban az egyes epizódok egyre letisztultabbak lettek. Az új felépítés szerint az egyes részekben egy, vagy két egymással nem összefüggő intézkedést láthatunk, nincs semmilyen zenei aláfestés. Megváltozott a főcím alatt hallható szöveg: „A Zsaruk minden epizódját akció közben rögzítjük, a rendvédelmi szervek segítségével. A gyanúsított mindaddig ártatlan, amíg bűnössége be nem bizonyosodik.”. A rendőrök magánéletének bemutatása is kikerült a műsorból, pusztán az egyes szegmensek elején a bemutatott rendőr beszél magáról néhány mondatban.
A rádió forgalmazás, ami a második évadtól a műsor végén elhangzik („132 on Bush, I've got him at gunpoint… Okay, gunpoint, 132 on Bush, covers code three”) egy rendőr és a központi operátor között hangzik el  Los Angeles-ben
A sorozat jellegzetes ismertetőjegye a Bad Boys című főcímdal, amelyet az Inner Circle nevű reggae együttes ad elő. Az induláshoz képes a dalt később rövidebbre vágták, és csak a refrén maradt meg.

## Utalások, kritikák
Michael Moore a Kóla, puska, sültkrumpli című filmjében azért kritizálta a sorozat készítőit, mert a műsorban látható gyakran erőszakos jelenetek félelmet keltenek a hétköznapi emberekben, és például ez is hozzájárul az amerikaiakban erősen élő fegyverkultusz fennmaradásához. Kritizálta továbbá, hogy a sorozat egyáltalán nem foglalkozik a bűnözés okaival, kizárólag annak megjelenési formáit mutatja be.
A nevem Earl című sorozat három epizódja is arról szól, hogy a főszereplők szerepelnek a Zsarukban, mint kisstílű bűnözők.
Számos városban – például Honoluluban vagy Chicagóban – nem sikerült engedélyt szerezni a helyi rendőrségtől a forgatásokra. Chicagoban a helyi rendőrség úgy nyilatkozott, hogy „a rendőri munka nem szórakoztatásra való. (...) Egy pillanatra se fordult meg a fejünkben, hogy részt vegyünk benne.”
Számos paródia is készült a sorozatból, például A Simpson család vagy a South Park sorozatokban. A Reno 911! – Zsaruk bevetésen című sorozat egésze a Zsaruk által bevezetett formátumot parodizálja. A Troops című rövidfilm a Star Wars világában ülteti át a Zsarukat. Itt a Tatooine bolygón szolgáló birodalmi rohamosztagosok töltik be a rendfenntartó szervek szerepét.